# Impero Galattico della Signora Tropéa che Mo' Sommatropéa
1. RINVIA La signora Tropéa... Mo' sommatropéa!